# Antarktisseeschwalbe

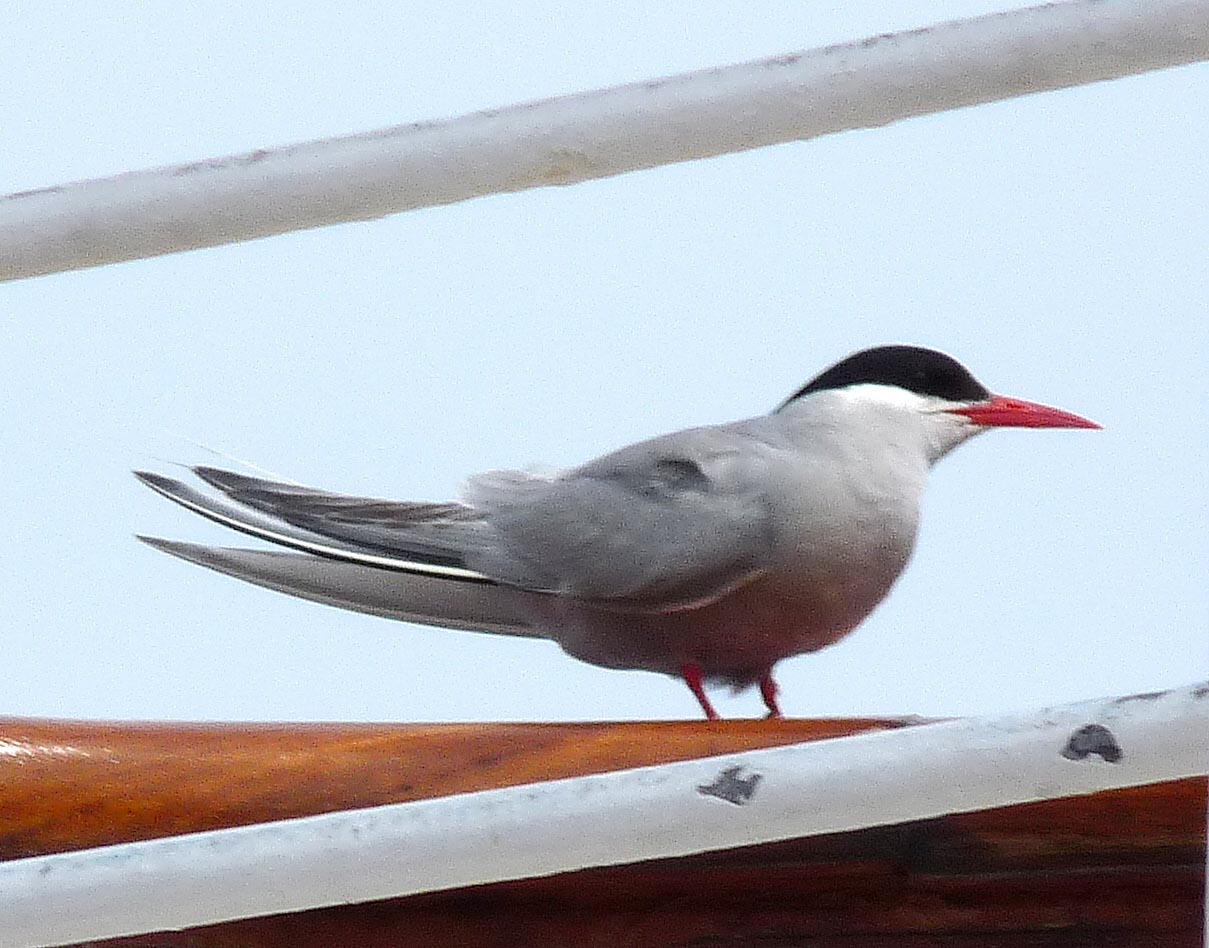

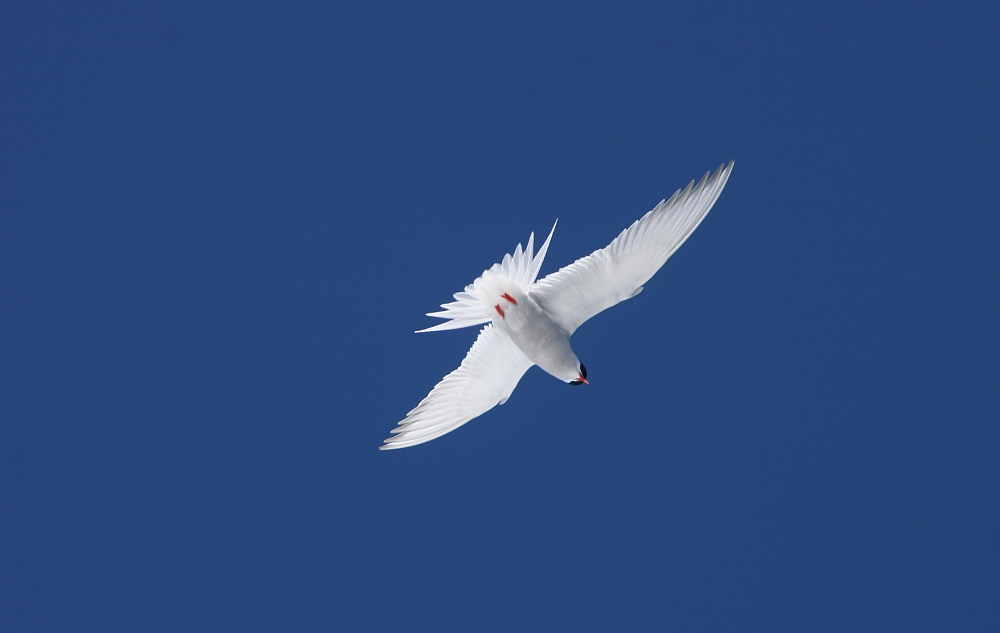
Eine Antarktisseeschwalbe im Flug

Die Antarktisseeschwalbe (Sterna vittata), auch Antarktische Seeschwalbe, Gabelschwanz-Seeschwalbe oder Antipodenseeschwalbe genannt,  ist eine rund um die Antarktis vorkommende Art der Seeschwalben. Der Name stammt von den Antipoden, die nach früherem Glauben die „Unterseite“ der Erde besiedeln sollen. Es werden mehrere Unterarten unterschieden. Die Antarktisseeschwalbe wird von der IUCN wegen ihres sehr großen Verbreitungsgebietes als ungefährdet (least concern) eingestuft.

## Erscheinungsbild
Die Antarktisseeschwalbe erreicht eine Körpergröße zwischen 32 und 40 Zentimeter. Die Flügellänge beträgt zwischen 23,6 und 28,7 Zentimeter und die Flügelspannweite beträgt 74 bis 79 Zentimeter. Antarktisseeschwalben wiegen zwischen 114 und 205 Gramm. Männchen haben tendenziell einen etwas längeren Schnabel als die Weibchen.
Die Antarktisseeschwalbe ist damit eine mittelgroße Seeschwalbenart. Sie ist grau und weiß gezeichnet und weist eine schwarze Kopfkappe auf, die sich bis in den Nacken ausdehnt. Die meisten Individuen weisen einen weißen Wangenstreifen auf, der die dunkle Kopfkappe von der hellgrauen Körperunterseite absetzt. Die Oberseite ist blaugrau. Die Unterschwanzdecken sind weiß. Die Farbe des Schnabels und der Beine variiert abhängig von der Unterart von einem dunklen Korallenrot bis zu einem leuchtenden Rot. Im Schlichtkleid ist die Stirn weiß, die Körperunterseite ist gräulich gefleckt. Die Beine sind gewöhnlich etwas matter und bräunlicher. 
Die Antarktisseeschwalbe kann mit einer Reihe anderer Seeschwalben verwechselt werden. Besonders ausgeprägt ist die Ähnlichkeit mit der Falklandseeschwalbe, der Kerguelenseeschwalbe, der Küstenseeschwalbe und der Fluss-Seeschwalbe.

## Verbreitungsgebiet
Die Antarktisseeschwalbe hat ein sehr großes Verbreitungsgebiet. Sie brütet unter anderem auf Tristan da Cunha, der Gough-Insel, der Bouvetinsel, den Crozetinseln, den Kerguelen, der Amsterdam-Insel, der Heard-Insel, der Macquarieinsel, Campbell Island, den Auckland Islands, den Snaresinseln, den Antipoden-Inseln und den Bountyinseln. Auf der Antarktischen Halbinsel brütet sie bis zur 68. südlichen Breite. Zum Brutgebiet gehören außerdem die Südlichen Shetlandinseln, die Südlichen Orkneyinseln, Südgeorgien und die Südlichen Sandwichinseln.

## Lebensweise
Die Antarktisseeschwalbe ernährt sich von Fisch sowie Krill und anderen Krebstieren. Sie nutzt während der Brutzeit auch Gewässer im Binnenland für die Nahrungssuche. Im Winterquartier findet sie ihre Nahrung jedoch ausschließlich im Meer. Typisch für sie ist ein Stoßtauchen aus einer Höhe von zehn Metern. Sie sucht ihre Nahrung sowohl einzeln als auch in kleinen Schwärmen. Sie folgt gelegentlich auch Booten und adulte Vögel suchen gelegentlich Nahrung auch auf dem Festland. Auf Tristan da Cunha ist sie gelegentlich bei der Nahrungssuche auf Weiden zu beobachten.
Die Fortpflanzungszeit hängt von der geographischen Breite ab, die Fortpflanzungszeit fällt gewöhnlich in den Zeitraum Oktober bis März. Sie ist grundsätzlich ein Koloniebrüter und brütet gewöhnlich in kleinen Kolonien von fünf bis 40 Paaren. Es gibt jedoch einzelne Brutkolonien, die 1000 Brutpaare umfassen. Antarktisseeschwalben brüten auf Inseln mit landlebenden Prädatoren, aber auch einzeln an unzugänglichen Klippen. Das Nest ist eine flache Mulde, die häufig mit Muscheln oder kleinen Steinchen ausgelegt ist. Das Gelege besteht aus ein bis zwei Eiern. Diese werden 23 bis 25 Tage lang bebrütet. Die Jungvögel sind mit 27 bis 32 Tage flügge, werden aber auch danach noch ein einige Tage von den Elternvögeln gefüttert.

## Bestand
Der aktuelle Bestand wird von der IUCN auf 130.000 bis 140.000 geschlechtsreife Individuen geschätzt. Grundsätzlich reagieren Antarktisseeschwalben empfindlich auf Störungen durch den Menschen. Ein bestandsbedrohender Faktor für diese Art ist die Einführung von landlebenden Prädatoren, darunter auch die Einführung von Hauskatzen auf ihren Brutinseln. Die kleine Brutpopulation auf der Macquarieinsel ist beispielsweise vom Aussterben bedroht, weil dort Katzen und Ratten adulte Vögel sowie Küken und Eier fressen.

## Einzelbelege
1. 1 2   Factsheet auf BirdLife International
2. ↑   Shirihai, S. 235
3. ↑   Shirihai, S. 233
4. ↑   Shirihai, S. 235
5. ↑   Shirihai, S. 235
6. ↑   Shirihai, S. 235